# カーラ・ボノフ (アルバム)
| 専門評論家によるレビュー | 専門評論家によるレビュー |
| レビュー・スコア         | レビュー・スコア         |
| 出典                     | 評価                     |
| ------------------------ | ------------------------ |
| オールミュージック       | [ 1 ]                    |
| Christgau's Record Guide | B–                       |

『カーラ・ボノフ』（原題：Karla Bonoff）はシンガー/ソングライターのカーラ・ボノフによるRIAA ゴールド認定されたセルフ・タイトルのファース・トアルバム。このアルバムにはこれ以前にリンダ・ロンシュタット（「またひとりぼっち (Lose Again)」、「彼にお願い (If His's Ever Near)」、「誰かわたしの側に (Someone to Lay Beside Me)」の3曲）やボニー・レイット（「故郷 (Home)」）によって録音された楽曲が含まれている。 

## トラックリスト
特記あるものを除きすべてカーラ・ボノフによる楽曲 
| #   | タイトル                                             | 作詞 | 作曲・編曲 | 時間 |
| --- | ---------------------------------------------------- | ---- | ---------- | ---- |
| 1.  | 「誰かわたしの側に - Someone To Lay Down Beside Me」 |      |            | 4:06 |
| 2.  | 「私は待てない - I Can't Hold On」                   |      |            | 3:15 |
| 3.  | 「またひとりぼっち - Lose Again」                    |      |            | 3:42 |
| 4.  | 「故郷 - Home」                                      |      |            | 4:19 |
| 5.  | 「風の中の顔 - Faces in the Wind」(Craig Safan)      |      |            | 3:07 |
| 6.  | 「恋じゃないかい - Isn't It Always Love」            |      |            | 3:08 |
| 7.  | 「彼にお願い - If He's Ever Near」                   |      |            | 3:17 |
| 8.  | 「高く舞い上がって - Flying High」(Steve Ferguson)   |      |            | 3:29 |
| 9.  | 「流れ星 - Falling Star」                            |      |            | 4:30 |
| 10. | 「庭のバラ - Rose in the Garden」                    |      |            | 4:43 |

## 評価
ローリング・ストーンのスティーブン・ホルダーは、このアルバムをリンダ・ロンシュタットとの比較によってのみ損なわれた印象的なデビューと呼んだ。「ボノフのアプローチは、より柔らかく、より簡潔で、より暫定的です」と述べている。しかし、結論としては「素材の一貫性はメジャーな作曲の才能を裏付けています。パフォーマンスは有望な歌手を示しています」と評価している。 
オールミュージックのウィリアム・ルールマンは「ロンシュタットよりも実際に彼女の歌の歌詞を強調したボノフの有能な歌唱にもかかわらず、彼女の前にいた同等のグループのメンバーの影から抜け出すことは困難であった」と振り返った。  

## パーソネル
- カーラ・ボノフ – リードボーカル、ピアノ、アコースティックギター、バックグラウンドボーカル
- ケニー・エドワーズ – エレクトリックギター、アコースティックギター、ベースギター、マンドリン、バックグラウンドボーカル
- アンドリュー・ゴールド – エレクトリックギター、アコースティックギター、ピアノ、エレクトリックピアノ、クラビネット、ハーモニウム、バックグラウンドボーカル
- ワディ・ワクテル – エレキギター
- リーランド・スカラー – ベースギター
- ラス・カンケル – ドラムス
- マイク・ボッツ – ドラムス
- スティーブ・フォーマン – パーカッション
- ダン・ダグモア – スチールギター
- リンダ・ロンシュタット – バックグラウンドボーカル
- ウェンディ・ウォルドマン – バックグラウンドボーカル
- グレン・フライ – バックグラウンドボーカル
- J.D.サウザー – バックグラウンドボーカル
- ブロック・ウォルシュ – バックグラウンド・ボーカル
- ジェイ・ワインディング – ピアノ
- エモリー・ゴーディ・ジュニア – ベースギター
- ジョン・ウェア – ドラムス